# Fahrradschalthebel

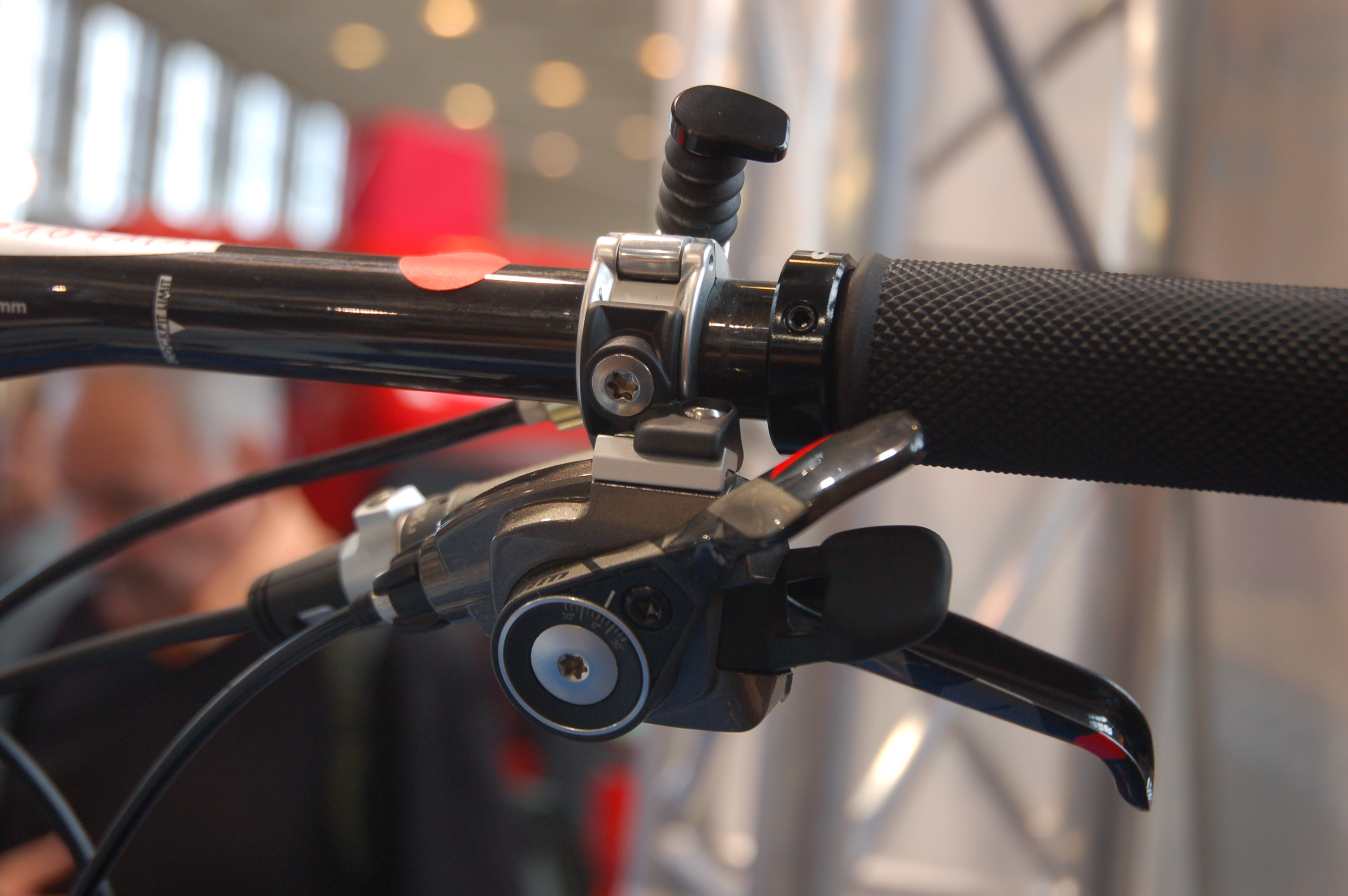
Daumenschalter

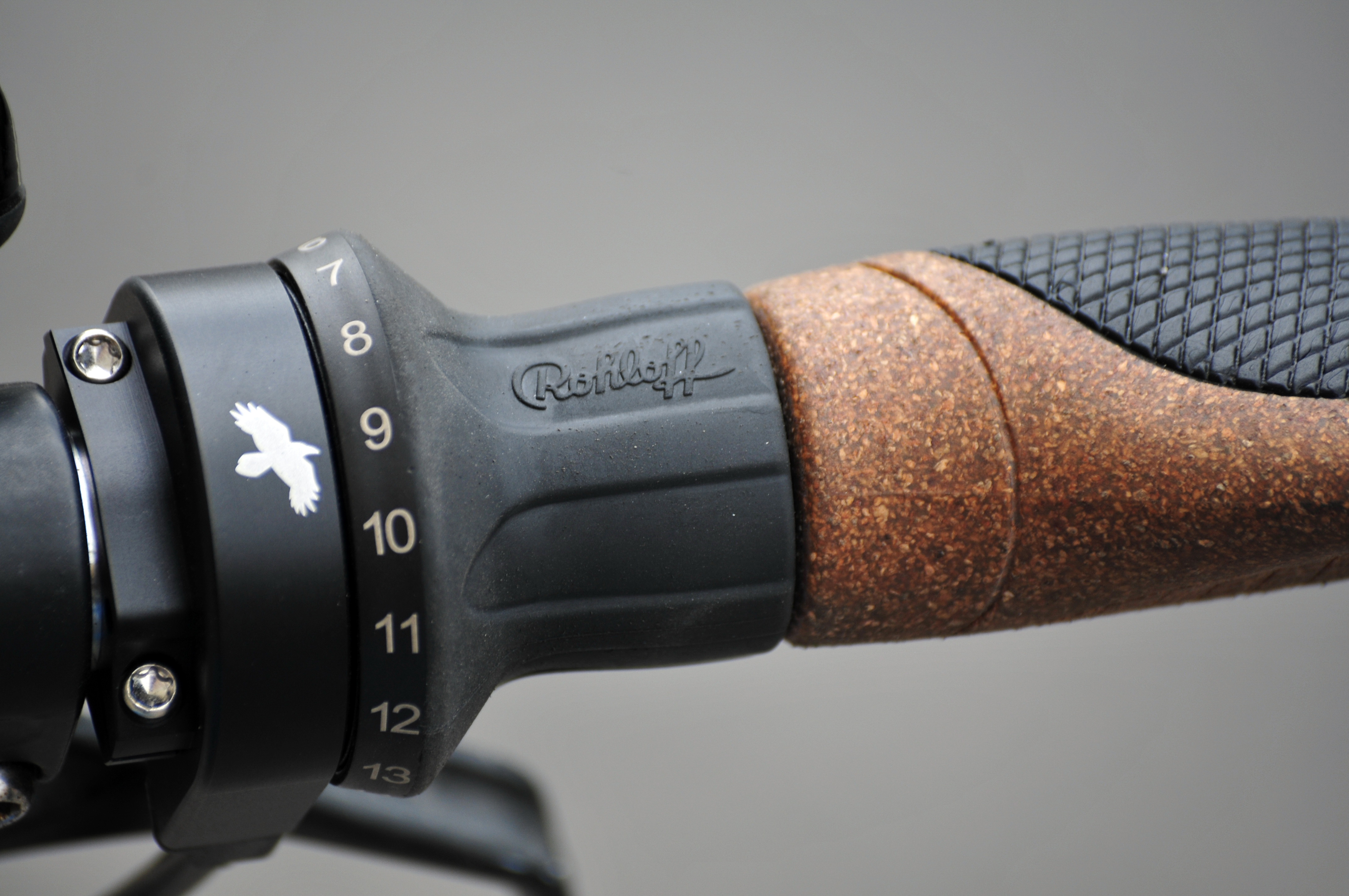
Drehschaltgriff

Schalthebel ist ein Sammelbegriff für Schalter unterschiedlicher Bauform zur Betätigung einer Gangschaltung an Fahrrädern oder Mofas.

## Geschichte
Planetengetriebe wurden seit den 1880er Jahren für Dreiräder verwendet. Erste Nabenschaltungen mit zwei Gängen für Fahrräder wurden von dem Amerikaner Seard Thomas Johnson im Jahr 1895 und von dem Engländer William Reilly 1896 erfunden. Reillys Zweigang-Nabe wurde ab 1898 von der Firma „The Hub“ produziert. 1902 entwarf Reilly eine Dreigangnabenschaltung, die unter dem Namen seines Kollegen James Archer patentiert und von der Firma Sturmey-Archer produziert wurde. Bereits seit 1902 gab es Nabenschaltungen, erfunden wurde diese von der Firma Wanderer. Die erste marktreife Nabe wurde von der Firma Sachs 1907 konstruiert und ist bis heute in abgewandelter Form verbreitet. Aus der damaligen Zweigangschaltung wurde 1924 die Torpedo-3-Gang-Nabe mit Rücktrittbremse, welche heute von SRAM vertrieben wird.
Kettenschaltungen wurden ab 1935 erfunden. Die Kettenschaltungen der 30er und 40er Jahre wurden noch direkt, also ohne Bowdenzüge betätigt. Erste wenig taugliche Varianten hatten Gestängebedienungen. Der Kettenwerfer hatte eine Metallstange mit einem Hebel am anderen Ende. Dieser wurde mit den Händen oder dem Fuß betätigt. Der Schalthebel war im Grunde nur eine Metallstange, mit der man den Kettenkäfig direkt hin- und hergedreht hat. Die Nabenschaltungen wurden schon immer per Bowdenzug betätigt, dazu waren Drehschaltgriffe üblich.
Erst in den frühen 1960er Jahren ging man dazu über, die Hebel näher an den Händen des Radfahrers zu platzieren. Die Betätigung erfolgte – bis heute – über einen Bowdenzug. Mittels eines Hebels zieht man am Bowdenzug, der das Schaltwerk oder den Umwerfer verstellt. Lockert man den Bowdenzug, bewegt eine Feder den Schaltkäfig in die entgegengesetzte Richtung.
Darüber hinaus gibt es auch hydraulisch betätigte Systeme sowie elektrische Schaltungen.

## Reibungs- oder Indexschalthebel
Bei Reibungshebeln sorgt eine gewisse Schwergängigkeit (Reibung) dafür, dass die Feder im Schaltwerk oder Umwerfer die Schaltung nicht selbständig verstellt. Der Fahrer muss nicht nur beim Ziehen am Bowdenzug eine gewisse Kraft aufwenden, sondern auch, wenn er den Bowdenzug lockern will.
Indexschalthebel (auch: indizierte Schalthebel) rasten in jeder Gangstufe ein. Der Seileinholweg je Schaltschritt ist abhängig vom Abstand der Zahnkränze und vom Übersetzungsverhältnis des Schaltwerks (welches, je nach Gangstufe, variabel sein kann). Es gibt zwei verschiedene Grundausführungen: Das Betätigungselement verbleibt nach dem Schaltvorgang in der neuen Position – analog zum Friktionshebel – oder das Betätigungselement geht nach jedem Schaltvorgang wieder in die Ausgangsstellung zurück. Dies wird gelegentlich auch als Trigger-Schalthebel bezeichnet. Hier gibt es Ausführungen mit einem einzigen Betätigungselement oder mit je einem Hebel oder Betätigungsknopf für jede der beiden Schaltrichtungen.
Um 1990 gab es eine Reihe Kettenschaltungen, die direkt hinten am Schaltwerk indizierten. Zu nennen ist hier etwa die Shimano Positron (mit Ausnahmen) und die Sachs Commander. Einige verwendeten einen Bowdenzug, der auch Druck übertrug, andere hatten Schnellverschlüsse zwischen Schaltwerk und entsprechend konfektioniertem Bowdenzug. Teils hoher mechanischer Aufwand, manchmal fehlende Einstellmöglichkeiten und eine auf Dauer oft höhere Empfindlichkeit gegenüber Schmutz sind anzumerken. Diese Schaltwerkstechnologie konnte sich nicht durchsetzen.
Nabenschaltungen waren früher immer indizierte Systeme, da durch ungenaue Hebelstellung leicht die Mechanik beschädigt werden kann. Eine Ausnahme ist systembedingt das stufenlose Nabengetriebe NuVinci sowie die Rohloff Speedhub 500/14, bei der die Indizierung in der Nabe erfolgt. Bei Kettenschaltungen waren bis Mitte der 1980er Jahre Reibungsschalthebel gebräuchlich, bei welchen die richtige Stellung des Schalthebels abgeschätzt, „erfühlt“ oder durch einen Blick auf die Kette kontrolliert werden musste.

## Drehgriff
Das ist die älteste Bauform der Schalthebel, sie war auch an motorbetriebenen Fahrrädern (Mofas) gebräuchlich. Jahrzehntelang geriet sie in Vergessenheit, 1990 wurden sie von der Firma Campagnolo in der Bauform „Bullet“ für ATBs (All Terrain Bike) wiederentdeckt. Während die Bullet-Griffe insgesamt gedreht werden, ist eine andere Bauart durch einen geteilten Griff gekennzeichnet. Eine Renaissance erleben diese Griffe momentan an Mountainbikes und Tourenrädern. Die Artikelbezeichnung „Grip Shift“ der Firma SRAM ist zum Synonym für Drehgriffe geworden.
Andere Firmen (z. B. Rohloff) verwenden ebenfalls Drehschaltgriffe, bei denen nur ein Teil des Lenkergriffes gedreht wird.
Drehgriffe lassen sich sehr einfach aufbauen und herstellen und sind daher im Niedrigpreissektor fast ausschließlich anzutreffen. Sie können hauptsächlich aus gegossenen Kunststoffen und vier oder im einfachsten Fall sogar nur aus zwei Teilen bestehen. Eine sichtbare Ganganzeige ist durch einfaches Aufdrucken der Gangzahlen auf dem Drehgriff zu erreichen.
Es gibt auch hochwertige Ausführungen, die langfristig präzise Schaltvorgänge ermöglichen.
Drehgriffschalter gibt es als Reibungsschalter sowie in indizierten Ausführungen. Bei vielen heutigen Schaltungen erfolgt die Indizierung im Griff, was diesen entsprechend kompliziert und fertigungsaufwendig macht. Bei dieser Ausführung müssen die Bowdenzüge genauer gefertigt sein, da sie mit für die Schaltpräzision zuständig sind. Einzige Ausnahme ist momentan eine Schaltnabe von Rohloff, bei der die Indizierung in der Schaltung geschieht.
Drehgriffe sind bedeutend weniger störungsanfällig als andere Schalthebelkonstruktionen, weil an ihnen keine vorstehenden Teile sind, die hängenbleiben, verbiegen oder abbrechen können. Die teilweise vorhandene Feinmechanik ist gut gekapselt im Inneren des Griffes verbaut und nicht schmutzanfällig. Schaltvorgänge sind intuitiver durchführbar, da es nur ein Bedienelement je Schaltung gibt und man kann alle Gänge hintereinander schalten.

## Rahmenschalthebel

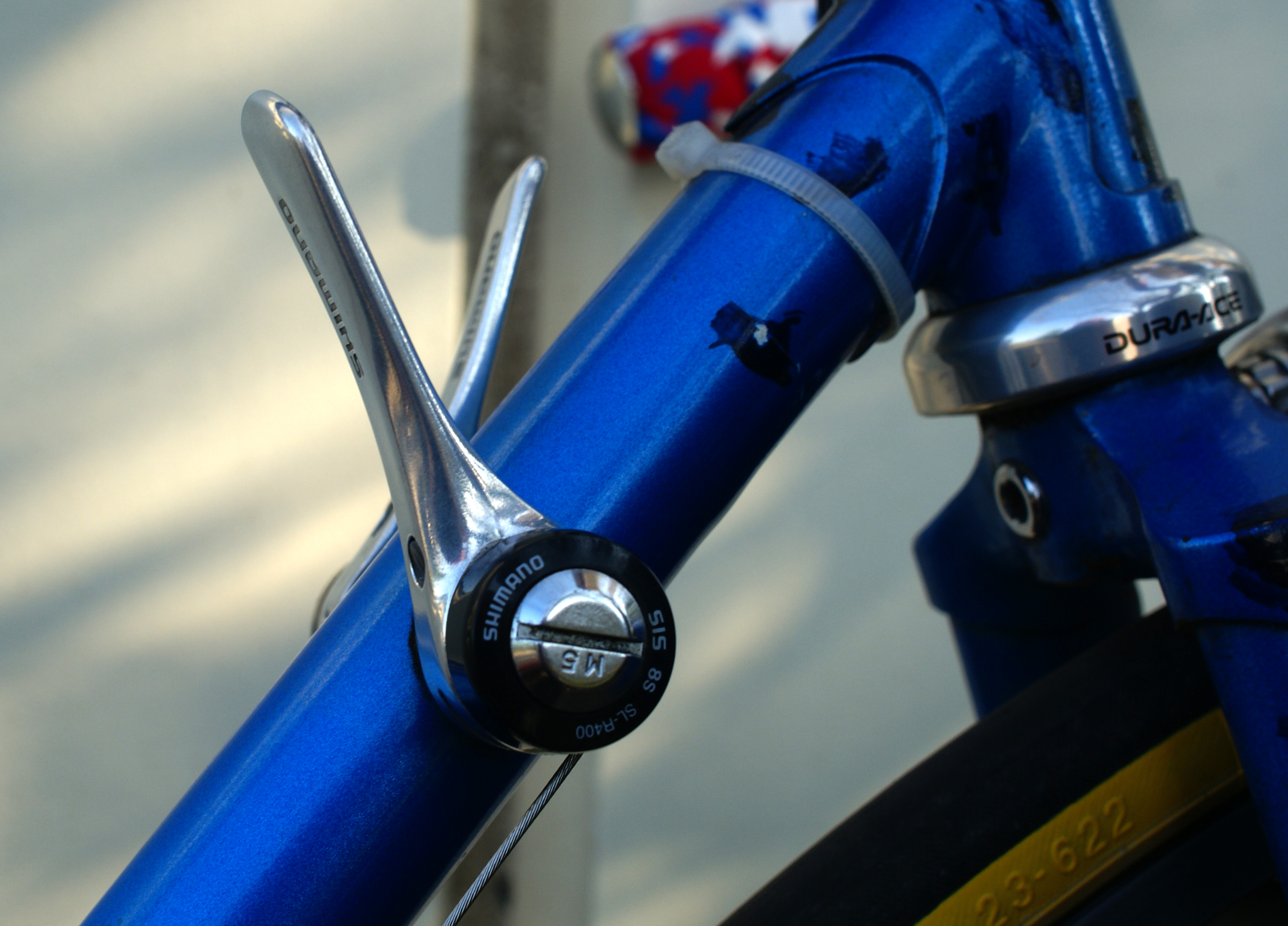
Rahmenschalthebel mit Index

Diese Bauart war an Rennrädern verbreitet, ist heute aber nicht mehr üblich. Ein oder zwei Schalthebel sind im oberen Drittel des Unterrohres auf Anlötsockeln oder einer Schelle angebracht. Der Schaltvorgang dauert vergleichsweise lang, da man zur Bedienung erst eine Hand vom Lenker nehmen und nach unten greifen muss. Es existieren Bauformen als Reibungsschalter und indizierte Systeme (seit etwa 1985). Ein Vorteil ist, dass die Bowdenzüge ohne Hülle verlegt werden können und damit sehr reibungsarm laufen sowie meist leichter sind als Schalt-Bremshebel.

## Schalthebel am Vorbau

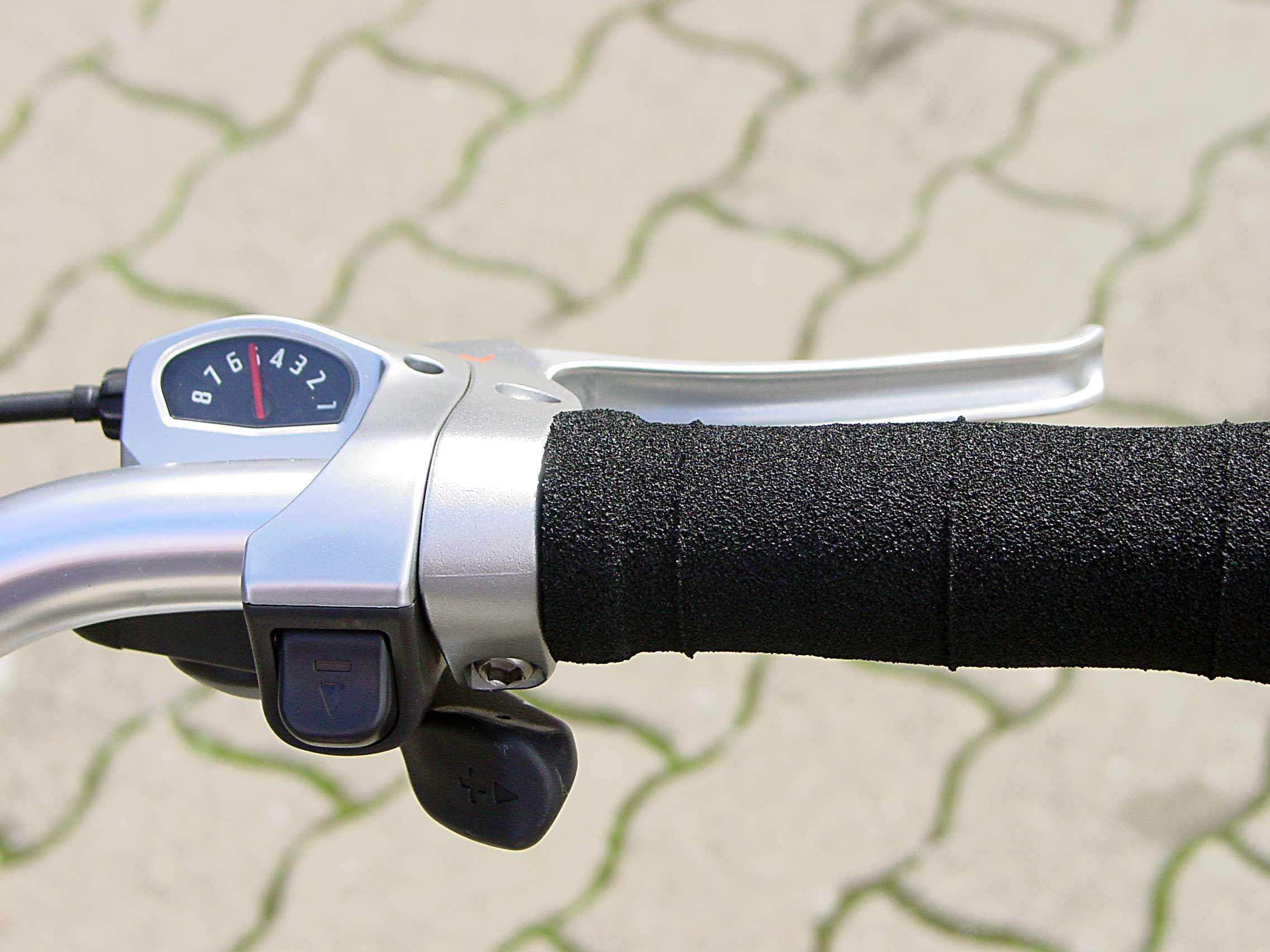
Lenkerschalthebel

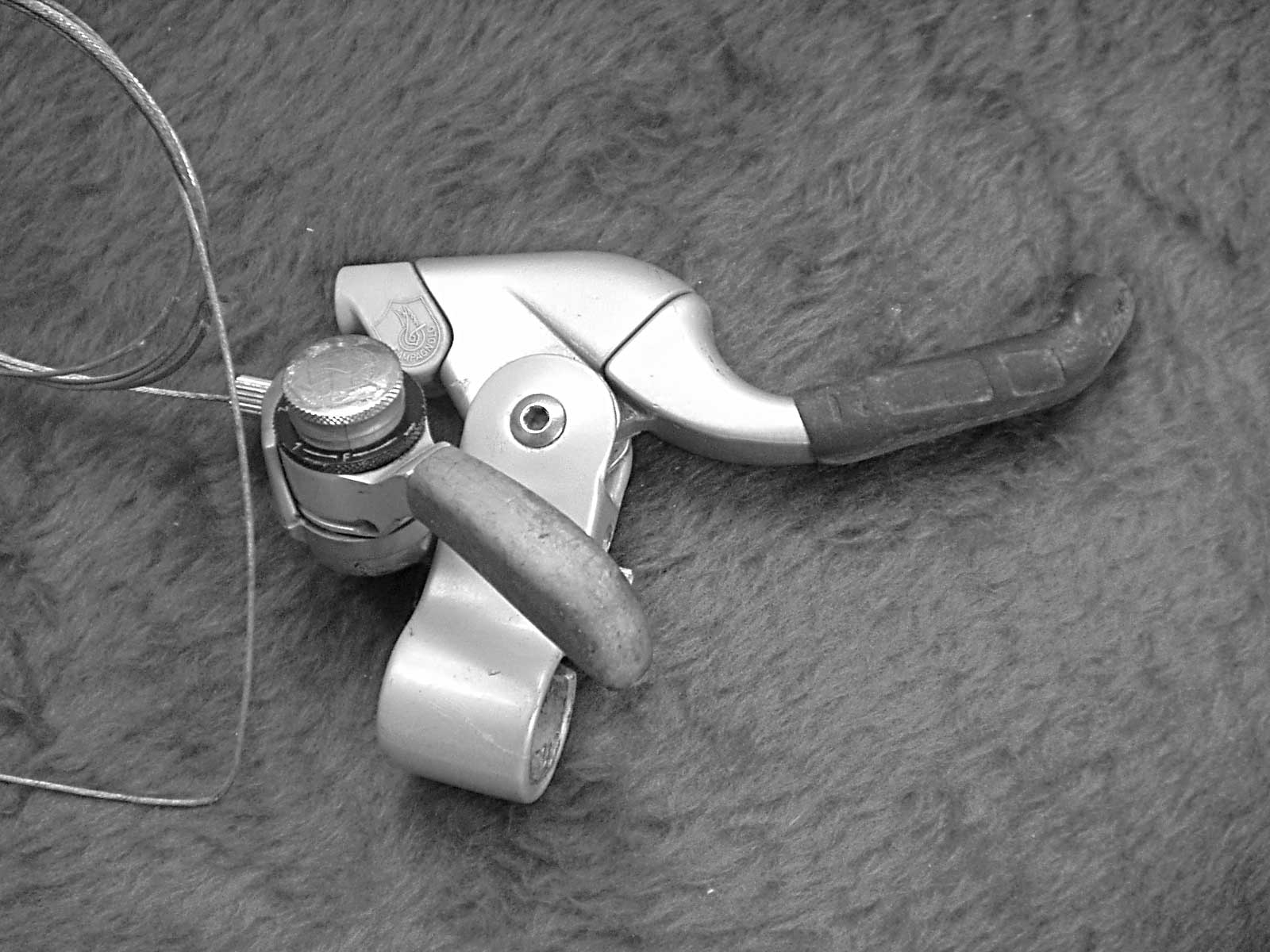
Daumenschalter Campagnolo Bullet

In den 1980er bis Mitte der 1990er Jahre wurden diese Schalthebel vor allem bei indizierten Kettenschaltungen eingesetzt. Sie ähneln den Rahmenschalthebeln und sind heute i. d. R. nicht mehr neu erhältlich.

## Daumenschalter am Lenker
Mit den ersten MTBs kamen indizierte, umschaltbare und nicht indizierte Daumenschalthebel auf, die ein Umgreifen zum Schalten nicht mehr nötig machten. Die vergleichsweise kompakten, stabilen und meist feinfühlig schaltbaren Hebel befanden sich über dem Lenker. Einfache Daumenschalthebel sind bis heute im Zubehörmarkt erhältlich.

## Schalthebel am Lenkerbügel
Diese Bauform wird vor allem im Mountainbike- und Trekkingradbereich verwendet. Die Betätigung erfolgt über kleine Hebel oder über Knöpfe, die mit dem Daumen bzw. dem Zeigefinger bedient werden. Schalthebel dieser Bauform sind grundsätzlich indiziert. Oftmals sind sie mit Bremshebeln kombiniert, die mit dem Mittel- und dem Ringfinger bedient werden. So ist es in gewissen Grenzen möglich, gleichzeitig zu bremsen und zu schalten. Manche Hebel ermöglichen es, mehrere Gänge auf einmal zu schalten (z. B. Shimano Rapid Fire).

## Schalthebel für den Triathlon-Lenkeraufsatz
Triathlon-Fahrräder verfügen über einen Aufsatz am Lenker zur Ablage der Unterarme, sodass der Fahrer über einen längeren Zeitraum in stark gebückter Haltung fahren kann. Es gibt spezielle Schalthebel für den Lenkeraufsatz. Ebenso lassen sich per Schelle angebrachte Rahmenschalter verwenden.

## Lenkerend-Schalthebel
Seit den 1960er Jahren an Cyclocrossrädern üblich. Später auch an Reise- und Rennrädern verbreitet – dort vor allem an Triathlon-Lenkeraufsätzen. Seit den 1980ern gibt es sie auch als Indexhebel (Bsp. SunTour XC-Pro etc.). Die Indizierung ist bei manchen Hebeln (Shimano) abschaltbar.

## Brems-Schalthebel

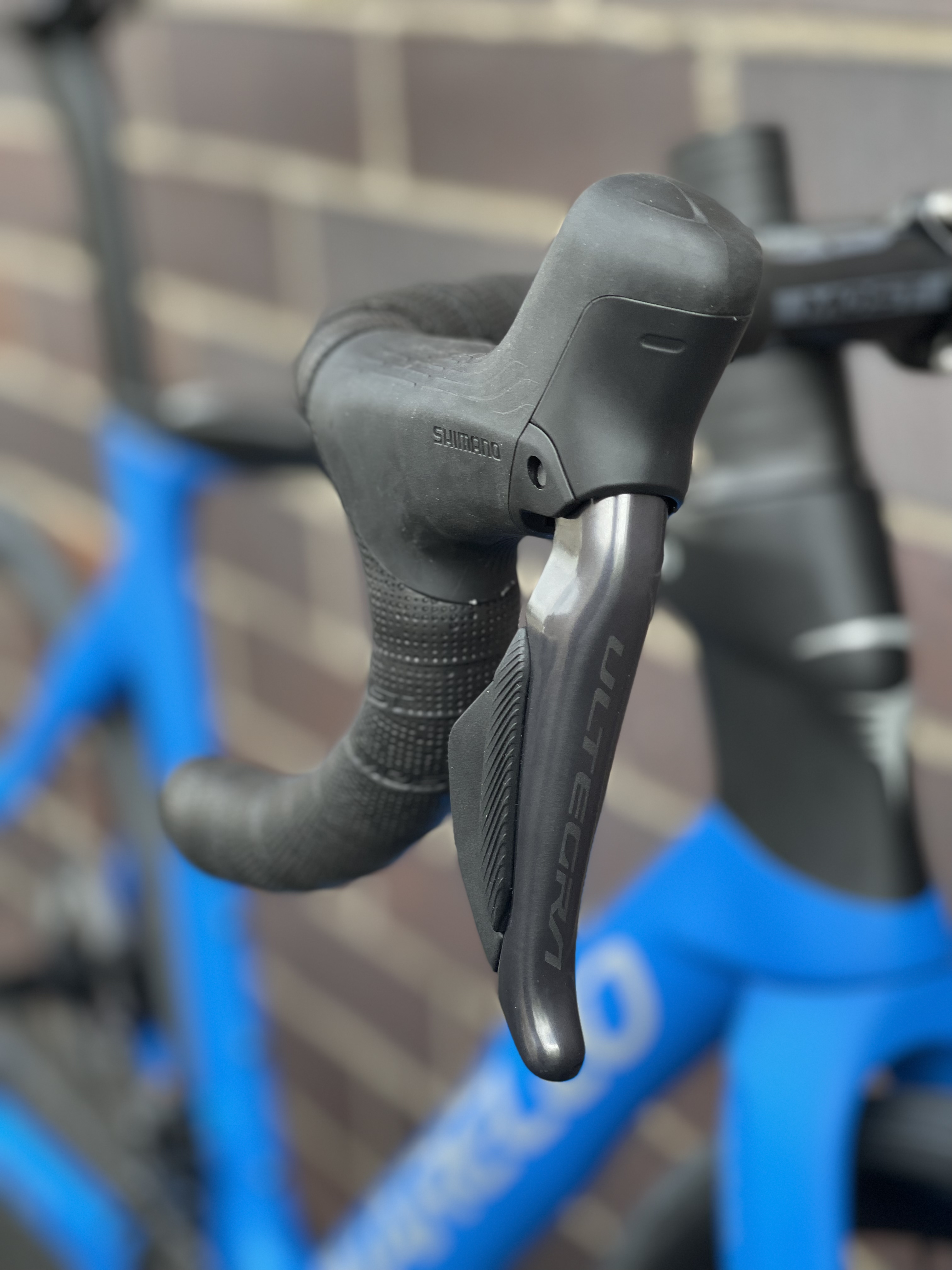
Kombinierter Brems-Schalthebel an einem Rennrad (2022)

Diese Bauart hat die Rahmen-Schalthebel abgelöst und sich am Rennrad und ähnlichen Fahrrädern durchgesetzt. In den 2000er-Jahren wurde diese Schaltmöglichkeit von Shimano auch für Mountainbikes angeboten. Die Schaltung wird durch seitliches Kippen der Bremsgriffe oder durch einen zusätzlichen Hebel unmittelbar hinter dem Bremshebel betätigt.